# Jean Broussolle
Jean Broussolle, né le 15 décembre 1920 à Saint-Vallier (Drôme) et mort le 22 mars 1984 à Arles, est un auteur-compositeur-interprète français.

## Biographie

### Enfance
Né à Saint-Vallier dans la Drôme le 15 décembre 1920, devenu professeur de lettres après une enfance passée en Lorraine, ce licencié ès lettres aurait pu se destiner à une carrière d’enseignant. C’est cependant la musique qui l’attirera.

### Œuvres
Il est l'auteur, avec son ancien partenaire d'après-guerre André Popp en compositeur, du célèbre Piccolo, Saxo et Compagnie ou la petite histoire d'un grand orchestre (1956). Compagnon de la chanson de 1952 à 1972, il joue un rôle majeur dans le groupe en apprenant à jouer des instruments à ses confrères et en écrivant de nombreux succès (Le Violon de Tante Estelle, Le Marchand de bonheur, Bras dessus, bras dessous, L'Enfant de Bohème, Les Écossais, Le Baron Gontran, Un poète pleurait, Pierrot et Colombine) ainsi qu'une comédie musicale Minnie Moustache, co-écrite avec Georges Van Parys. Sous le titre Le sous marin vert, il adapte une chanson des Beatles. Pour Sacha Distel, il compose La Belle Vie.

### Mort
Il repose aux Baux-de-Provence, dans les Bouches-du-Rhône.

## Sources
- Mella (Fred), Mes maîtres enchanteurs Éd. Flammarion, Paris, 2006.
- Lancelot (Hubert), Nous les Compagnons de la chanson Éd. Aubier-Archimbaud, Paris, 1989.
- Fouinat (Christian), Les Compagnons de la chanson : des marchands de bonheur, allez savoir pourquoi Éd. Decal'Age Productions, Périgueux, 2007.